# مطار انجمينا الدولي
مطار انجمينا الدولي هو مطار يخدم مدينة انجمينا عاصمة تشاد، يعتبر المطار الدولي الوحيد في تشاد، وهو مركز العمليات الرئيسي لشركةالخطوط الجوية التشادية. للمطار إستعمالات مدنية لشركات الطيران وإستعمالات عسكرية حيث يتوفر على قاعدة جوية مهمة وبنيات تحتية للقوات الجوية التشادية ويمتلك المطار مدرج واحد بطول 2800 متر وعرض 45 متر.

## تاريخ
في أكتوبر 2018، دشنت الخطوط الجوية التشادية مركز عملياتها بمطار انجمينا الدولي.

## شركات الطيران

### الركاب
| شركـات طيـران             | الوجهات                                                 |
| ------------------------- | ------------------------------------------------------- |
| إير كوت ديفوار            | مطار أبيدجان الدولي، مطار دوالا الدولي                  |
| الخطوط الجوية الفرنسية    | مطار نامدي أزيكيوي الدولي، مطار باريس شارل ديغول        |
| أسكاي                     | مطار نامدي أزيكيوي الدولي، مطار دوالا الدولي، مطار لومي |
| بدر للطيران               | مطار الخرطوم الدولي                                     |
| الخطوط الجوية الكاميرونية | مطار دوالا الدولي                                       |
| سيبا إنتركونتيننتال       | مطار دوالا الدولي، مطار مالابو                          |
| مصر للطيران               | مطار القاهرة الدولي                                     |
| الخطوط الجوية الإثيوبية   | مطار أديس أبابا بولي الدولي                             |
| الخطوط الجوية السودانية   | مطار مالام أمينو كانو الدولي، مطار الخرطوم الدولي       |
| تاركو للطيران             | مطار الخرطوم الدولي                                     |
| الخطوط الجوية التركية     | مطار إسطنبول الدولي، مطار ديوري حماني                   |

### الشحن
| شركـات طيـران         | الوجهات                                                                 |
| --------------------- | ----------------------------------------------------------------------- |
| كارغولوكس             | مطار لوكسمبورغ                                                          |
| مصر للطيران للشحن     | مطار القاهرة الدولي                                                     |
| الخطوط السعودية للشحن | مطار آل مكتوم الدولي، مطار الملك عبد العزيز الدولي، مطار الشارقة الدولي |

## أحداث وحوادث
24 يناير 2007: طائرة تابعة لشركة الطيران السودانية إير ويست في رحلتها رقم 612، هبطت في مطار انجمينا بعدما تم اختطافها.